# 1956 w nauce

## Nauki przyrodnicze i ścisłe

### Astronomia
- Joel Stebbins – Nagroda Henry Norris Russell Lectureship przyznawana przez American Astronomical Society

## Nagrody Nobla
- Fizyka – William Bradford Shockley, John Bardeen, Walter Houser Brattain
- Chemia – Cyril Norman Hinshelwood, Nikołaj Siemionow
- Medycyna – André Frédéric Cournand, Werner Forßmann, Dickinson W. Richards